# محمود بن غيلان
مَحْمُوْدُ بْنُ غَيْلاَنَ هو أبو أحمد محمد بن غيلان العدوي، أحد رواة الحديث، حدث عن سفيان بن عيينة، والفضل بن موسى، والوليد بن مسلم، وأبي معاوية، ووكيع بن الجراح، ويحيى بن سليم الطائفي، وعبد الرزاق، وابن الطبري وغيرهم، حدث عنه أصحاب كتب الحديث الستة سوى أبو داود، وأبو زرعة، وأبو حاتم، ومطين، والحسن بن سفيان، والهيثم بن خلف ، وأبو القاسم البغوي، وإبراهيم بن أبي طالب، وأبو العباس السراج، وجعفر بن أحمد بن نصر، ومحمد بن شاذان، وابن خزيمة وغيرهم، قال محمود بن غيلان سمع مني إسحاق بن راهويه حديثين.
قال عنه أحمد بن حنبل : أعرفه بالحديث، صاحب سنة، قد حبس بسبب القرآن، وقال النسائي : ثقة، وقال الحاكم : أخبرنا أبو بكر محمد بن عبد الله بمرو، حدثنا أبو رجاء محمد بن حمدويه، قال : خرج محمود بن غيلان إلى الحج سنة ست وأربعين ومائتين، ثم رد إلى مرو، وتوفي لعشر بقين من ذي القعدة سنة تسع وأربعين ومائتين.